# كوستي
كُوسْتِي مدينة تقع في ولاية النيل الأبيض بالسودان وهي أكبر مدن ولاية النيل الأبيض على ارتفاع 390 متر فوق سطح البحر بالضفة الغربية للنيل الأبيض على بعد 360 كيلومتر (224 ميل) من العاصمة الخرطوم، قبالة مدينة رَبَكْ عاصمة الولاية الواقعة على الضفة الشرقية للنيل الأبيض. وتعتبر كوستي إحدى المدن المهمة والإستراتيجية في السودان باعتبارها حلقة وصل وملتقى طرق حيث تقع في منتصف الطريق من غرب السودان نحو بورتسودان في الشرق والخرطوم وبها أكبر ميناء نهري في السودان تنساب عبره حركة مرور الأفراد والبضائع بين السودان وجنوب السودان، وهي مركز رئيسي لزراعة قصب السكر وصناعة السكر في أفريقيا ومركز مهم لتجارة القطن في السودان. وبها محطة سكك حديد تربط غرب السودان بوسطه وشرقه وتُلّقب بعروس النيل.

## أصل التسمية
كانت المنطقة التي تقوم عليها مدينة كوستي الحالية تعرف باسم قوز جمعة (أو خور جمعة كما تذهب روايات أخرى)، قبل أن يقطنها تاجر أوروبي من أصل يوناني اسمه خواجة (السيد) كوستينوس Kostinos (بالحروف الإغريقية Κωστινοσ)، وكان يشتري اللبن من البدو العرب المقيمين بالقرب من مسكنه في قرية الكرو – التي أصبحت الآن إحدى أحياء المدينة - وتطور مقام الخواجة كوستينوس ليصبح بلدة حملت اسمه فيما بعد. وتُلقّب المدينة بـ «كوستي الرديف» نسبة لأقدم أحيائها السكنية.

## التاريخ

### العهد المسيحي

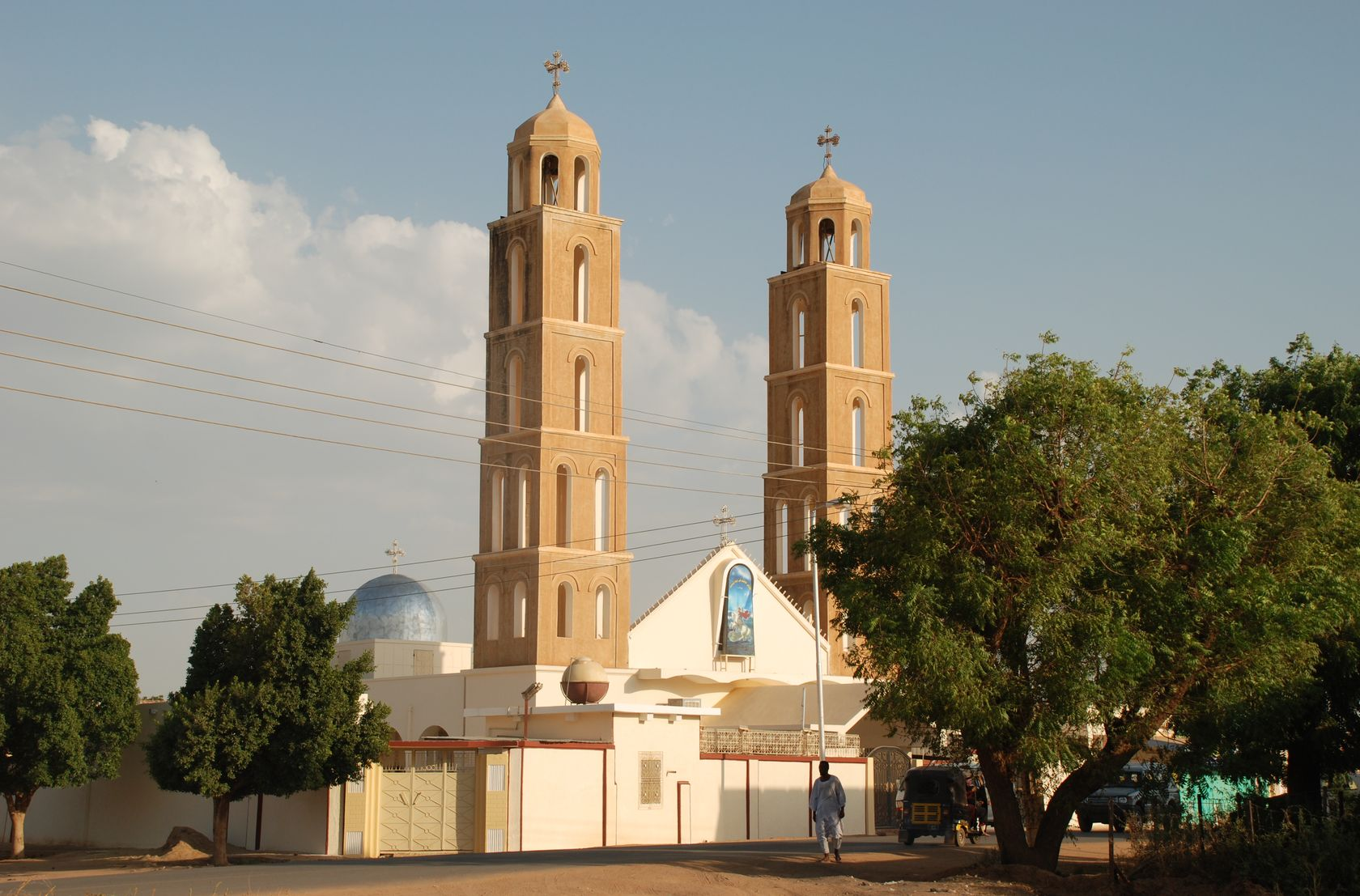
كنيسة في مدينة كوستي

تشير بعض المصادر التاريخية إلى وجود آثار لكنائس في منطقة شرق النيل في كوستي والمرابيع (قرية شرق كوستي)، وورد في كتاب «النيل» وكتاب «السفراء في السودان» للدكتور توتيل أن تلك المناطق كانت تغمرها المستنقعات والغابات. وكانت تسكنها مجموعة الشلك، إلا أن هذه المقولة مردودة لأنه لا يوجد ما يوثق تاريخ هذا الإقليم في الفترة الزمنية التي سبقت القرن السابع الميلادي، ولاعتماد المؤرخين العرب على السماع. فالمصادر التي أتى بها ابن حوقل والمهلبي والمسعودي والإدريسي والدمشقي وابن جبير وابن بطوطة والمقريزي وليون الأفريقي تتضمن كلها معلومات شفهية تلقوها من رواة، فكان لا بد من الاعتماد على الكشوفات الأثرية التي توضح واقعاً يقول بأن هذه القبائل كانت تقوم بغارات مستمرة على بعضها بعضا بسبب التنافس على الغذاء والكلأ، وقد تستقر القبيلة المنتصرة فيها لفترة وما تلبث أن تتحرك إلى مناطق أخرى، فمجموعة الشلك الرحل تكون قد استقرت في تلك المنطقة لفترة محدودة، وهو ما ورد في مخطوط كتاب «الزنج» الذي أشار إلى أن الفونج قد أسسوا دولتهم أولاً في منطقة النيل الأبيض المعروفة اليوم بكوستي والتي كانت تمثل تشكل مرفأ نهرياً بالنسبة لهم ثم انتقلوا بعد ذلك إلى سنار. كذلك جاء في مخطوط «صوماليا»، الذي نشر في مطلع القرن أن الفونج كانوا قد أقاموا أولاً في منطقة كوستي الحالية. [بحاجة لمصدر]

### العهد اليوناني والروماني
لم يتم في الفترة ما بين 146-117 ق.م تحديد اسم نهر النيل، ولكن تم تعريف النيل الأزرق الذي يأتي من هضاب الحبشة. وقد ذكر المؤرخون أن بطليموس الثاني وهو ثامن ملوك البطالمة (146-117 ق.م) قد زحف على مملكة مروي حينذاك ثم سار جنوباً. وعندما وصل إلى سنار أبقى بعض جيشه هناك فتخطى الجيش سنار وعبر إلى منطقة النيل الأبيض. وتابع المهتمون بالدراسات اليونانية مسيرة الجيش إلى النيل الأبيض ليهتدوا إلى لوحة من الرخام في ميناء أدلى المعروف الآن بميناء زولا (جنوبي مدينة مصوع) في إريتريا الحالية كما وجدوا لوحات مماثلة لها في منطقة كوستي وربك (شرق كوستي) والشوال (شمال كوستي)، ولكن مخطوطات التاريخ لا تدل
على أي أثر يذكر لتواجد يوناني في منطقة كوستي. [بحاجة لمصدر] وقد استقرت المراكب في العهد الروماني في منطقة النيل الأبيض، وشكلت كوستي ملتقى للمراكب المبحرة من الشمال إلى الجنوب. وكانت مملكة أكسوم الحبشية ذات الصلات التجارية مع الرومان تقوم من حين لآخر بشن غارات على مناطق النيل الأبيض وصلت إلى منطقة الدويم والكوة شمال كوستي وجعل جنودها من المكان المعروف اليوم بـكوستي ملتقى لهم وللنخاسة.[بحاجة لمصدر]

### العصر الحديث
لعبت كوستي دوراً كبيراً في تاريخ السودان القديم والحديث بالرغم من أنها تعتبر مدينة حديثة النشأة، حيث تأسست إبّان العهد التركي، فهي تقع بالقرب من منطقة الجزيرة أبا التي انطلقت منها شرارة الثورة المهدية. ومرَّ عبرها الامام محمد أحمد المهدي قائد الثورة المهدية متجها للضفة الغربية من تهر النيل الأبيض في منطقة وادي مهد النمر، شمال مدينة كوستي في طريقه نحو جبال النوبة ومنطقة قدير بشيكان في ولاية جنوب كردفان الحالية. وقد تأثرت المدينة كثيراً بالحركة المهدية حيث يشكل أنصار الإمام المهدي أكبر طائفة دينية سياسية فيها.
وبدأت كوستي تأخذ سمات المدن الحديثة بعد عامي 1909 و1910 م عندما امتد إليها خط السكة الحديدية وتم بناء جسر ليمر فوقه الخط نحو مشروع الجزيرة على الضفة الشرقية للنيل الأبيض ومن ثمّ إلى ود مدني فالخرطوم. هذا الحدث التنموي المهم جعل من كوستى مركزاً تجارياً وإدارياً جذب إليها السكان من مختلف البقاع. وتمفي عام 1938 م إنشاء الميناء النهري وبذلك صارت كوستى ملتقى طرق برية ونهرية.
وفي عام 1969 م إبان عهد الرئيس جعفر نميري تعرضت الجزيرة أبا القريبة من كوستي لعملية عسكرية شارك فيها الطيران الحربي ضد الإمام الهادي وأتباعه عُرفت بأحداث الجزيرة أبا حيث لقي عدد كبير من السكان حتفهم بطريقة بشعة وظلّت هذه الحادثة تؤثر على أهل المنطقة تأثيراً بالغاً.

## المجموعات السكانية

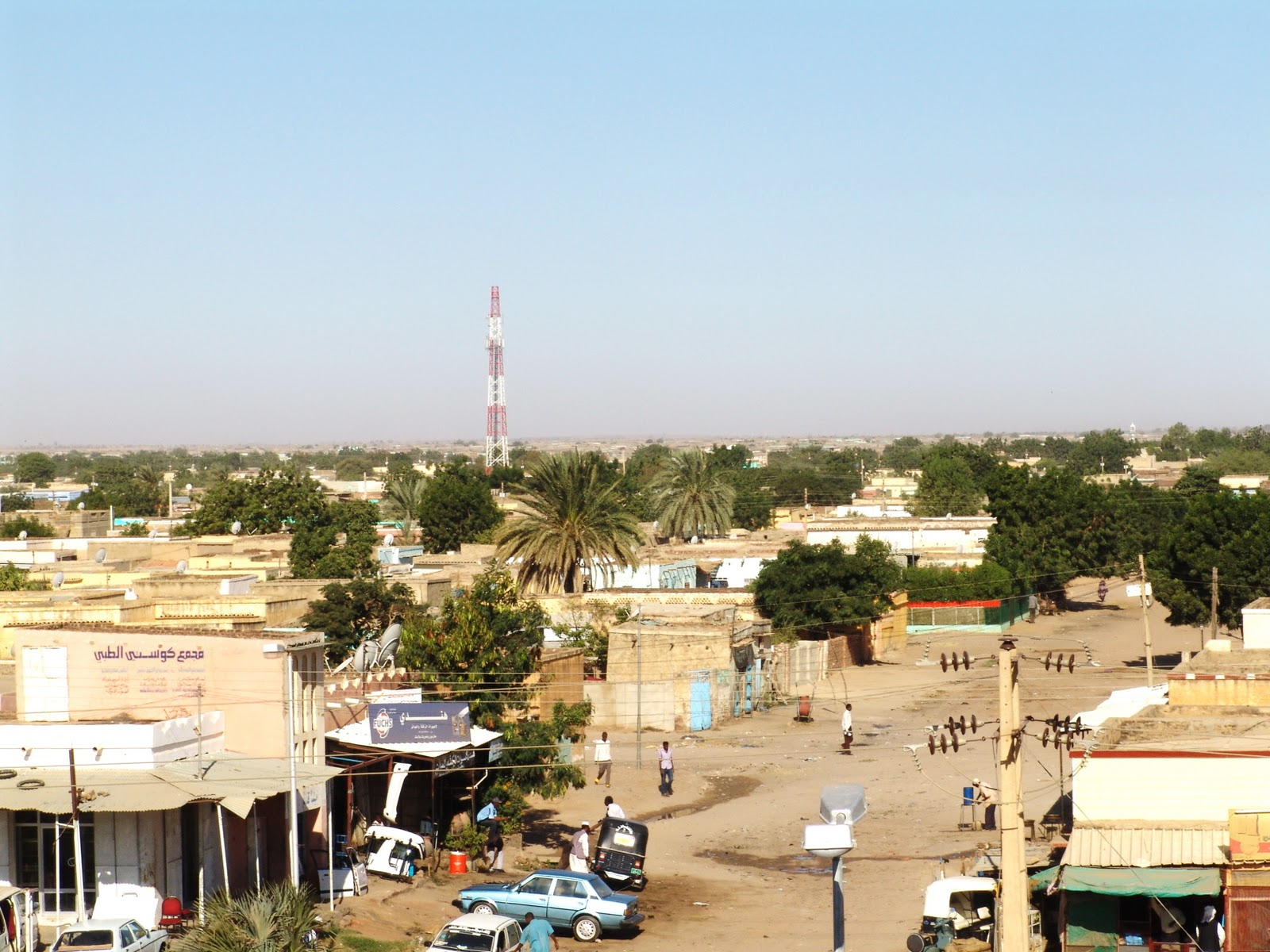

تعتبر الرقعة الجغرافية لمنطقة كوستي تاريخياً امتداداً جغرافياً لعمودية قبيلة الشنخاب العربية، إحدى مجموعات قبائل الجمع العربية والتي تسكن هذه المنطقة منذ عهد قديم. وبعد نمو المنطقة وتطورها اقتصاديا وازدهارها في فترات متلاحقة إبان الحكم الثنائي الإستعماري والحكم الوطني لاحقاً وما تبع ذلك من إنشاء لخطوط السكك الحديدية والميناء النهري، توافد إلى المنطقة العديد من المجموعات السكانية من كافة الأصقاع وساهمت في إعمار المدينة وبناء نسيجها الاجتماعي الحالي، فهناك مجموعات تنتمي إلى قبائل السودان الشمالية كالجعافرة والجعليين والشايقية والدناقلة والمحس ومجموعات أخرى من قبائل غرب السودان كالمساليت والزغاوة والفور والهبانية وثالثة تنتمي إلى قبائل كردفان الكبرى ومناطق جبال النوبة وقبائل جنوب ولاية النيل الأبيض العربية كالأحامدة والسليم. ونسبة للقرب الجغرافي لجنوب السودان ووجود الميناء النهري فإن المدينة تستضيف الكثير من الأفراد المنتمين لقبائل جنوب السودان كالشلك والدينكا والنوير .

## طوبوغرافيا المدينة
تقع كوستي في السهل الفيضي للنيل الأبيض على أرض منبسطة تتخللها من الناحية الشمالية الغربية كثبان رملية تعرف محلياً باسم القيزان (المفرد قوز) ترتفع بضعة أمتار فوق سطح البحر، في حين لا يتعدى انحدار الأرض نحو نهر النيل الأبيض في بعض المناطق معدل 1/ 3000. وقد أثرت هذه المعالم الطوبوغرافية على نظام تصريف المياه داخل المدينة.
وتتميز التربة في كوستي بأنها طينية قليلة التسرب شديدة التشقق في فترة الجفاف أما في الفصل المطير حيث تغمر مياه الأمطار أجزاء واسعة من المدينة تتحول التربة إلى طين لزج يصعب معه التحرك إلا في المناطق المرصوفة بالحصي والأحجار الصغيرة أو الممهدة بطبقة من مادة الأسفلت.

## النيل الأبيض
يمثل النيل الأبيض أهم المعالم الطوبغرافية في مدينة كوستى، حبث يصل انسياب المياه إلى 83 مليون متر مكعب في اليوم مع اختلاف بسيط في كمية الانسياب بين ارتفاع وانحسار، ويعزا ذلك إلى نظام التحكم في مياه النيل الأبيض عند منابعه في المناطق الاستوائية.
النيل الأبيض في كوستى واسع وقليل الانحدار مع وجود بعض المستنقعات والحشاثش المائية الطافية. ويبلغ عرض النهر في موقع المدينة 900 إلى 1000 متر ويزيد في بعض المنحنيات ليصل إلى 1800 متر. أما في موقع الجسر القديم يصل عرض النهر إلى 450 مترا.

## المناخ
يسود المدينة بشكل عام مناخ حار جاف تتراوح أعلى درجات الحرارة فيه ما بين 42 درجة مئوية في شهر أبريل / نيسان و 33 درجة مثوية في اغسطس / آب وتتراوح درجات الحرارة الدنيا ما بين 24 درجة في مايو / أيار و 15 درجة مثوية في يناير / كانون الثاني.
في الفترة ما بين أكتوبر / تشرين الثاني ومايو / أيار تهب نحو المنطقة رياح شمالية شرقية تتحول الي رياح جنوبية غربية في بقية شهور السنة وفي هذه الفترة تهطل الأمطار التي يصل معدلها إلى 600 مليمتر سنوياً.
وتتأثر الرطوبة النسبية بتعاقب الفصول. ففي فترة الجفاف يكون معدل الرطوبة النسبية 32% تقريباً يرتفع إلى 63% في موسم الأمطار.
| البيانات المناخية لـ{{{location}}} | البيانات المناخية لـ{{{location}}} | البيانات المناخية لـ{{{location}}} | البيانات المناخية لـ{{{location}}} | البيانات المناخية لـ{{{location}}} | البيانات المناخية لـ{{{location}}} | البيانات المناخية لـ{{{location}}} | البيانات المناخية لـ{{{location}}} | البيانات المناخية لـ{{{location}}} | البيانات المناخية لـ{{{location}}} | البيانات المناخية لـ{{{location}}} | البيانات المناخية لـ{{{location}}} | البيانات المناخية لـ{{{location}}} | البيانات المناخية لـ{{{location}}} |
| الشهر                              | يناير                              | فبراير                             | مارس                               | أبريل                              | مايو                               | يونيو                              | يوليو                              | أغسطس                              | سبتمبر                             | أكتوبر                             | نوفمبر                             | ديسمبر                             | المعدل السنوي                      |
| ---------------------------------- | ---------------------------------- | ---------------------------------- | ---------------------------------- | ---------------------------------- | ---------------------------------- | ---------------------------------- | ---------------------------------- | ---------------------------------- | ---------------------------------- | ---------------------------------- | ---------------------------------- | ---------------------------------- | ---------------------------------- |
| متوسط درجة الحرارة الكبرى °ف       | 97                                 | 93                                 | 100                                | 106                                | 106                                | 100                                | 93                                 | 90                                 | 93                                 | 99                                 | 97                                 | 91                                 | 97                                 |
| متوسط درجة الحرارة الصغرى °ف       | 61                                 | 63                                 | 69                                 | 72                                 | 77                                 | 77                                 | 73                                 | 72                                 | 72                                 | 72                                 | 70                                 | 64                                 | 70                                 |
| الهطول إنش                         | 0                                  | 0                                  | 0                                  | 0                                  | 0.4                                | 1.6                                | 4.3                                | 5.5                                | 2.0                                | 0.8                                | 0                                  | 0                                  | 14.6                               |
| متوسط درجة الحرارة الكبرى °م       | 32                                 | 34                                 | 38                                 | 41                                 | 41                                 | 38                                 | 34                                 | 32                                 | 34                                 | 37                                 | 36                                 | 33                                 | 36                                 |
| متوسط درجة الحرارة الصغرى °م       | 16                                 | 17                                 | 20                                 | 22                                 | 25                                 | 25                                 | 23                                 | 22                                 | 22                                 | 22                                 | 21                                 | 18                                 | 21                                 |
| الهطول مم                          | 0                                  | 0                                  | 0                                  | 0                                  | 10                                 | 40                                 | 110                                | 140                                | 50                                 | 20                                 | 0                                  | 0                                  | 370                                |
| المصدر: Weatherbase                |                                    |                                    |                                    |                                    |                                    |                                    |                                    |                                    |                                    |                                    |                                    |                                    |                                    |

## تطور المدينة
تغير موقع المدينة بعد إنشاء سد جبل الأولياء في عام 1924 حيث غمرت مياه بحيرة السد المدينة القديمة مما اضطر السكان إلى النزوح إلى مناطق أكثر ارتفاعا أطلقوا عليها اسم الحلة الجديدة، أي الحيّ الجديد، الذي يعتبر الآن من الأحياء العريقة بالمدينة.
وصل إليها خط السكة الحديدية في عام 1909 م وجعل منها نقطة تلاقي ومنفذاً رئيسياً يربط بين العاصمة ووسط السودان بأجزائه الجنوبية والغربية ويمتد منها إلى مدينة نيالا في ولاية جنوب دارفور وإلى واو في دولة جنوب السودان.
إزداد عدد سكان المدينة بصورة مضطردة بعد إنشاء الميناء النهري بها في عام 1938 وبناء جسر كوبري كوستي الجديد والطريق البري الذي يمتد حتى مدينة الأبيض.
وترتبط كوستي بالخرطوم العاصمة وغيرها من مدن شرق السودان وغربه بشبكة طرق إسفلتية.

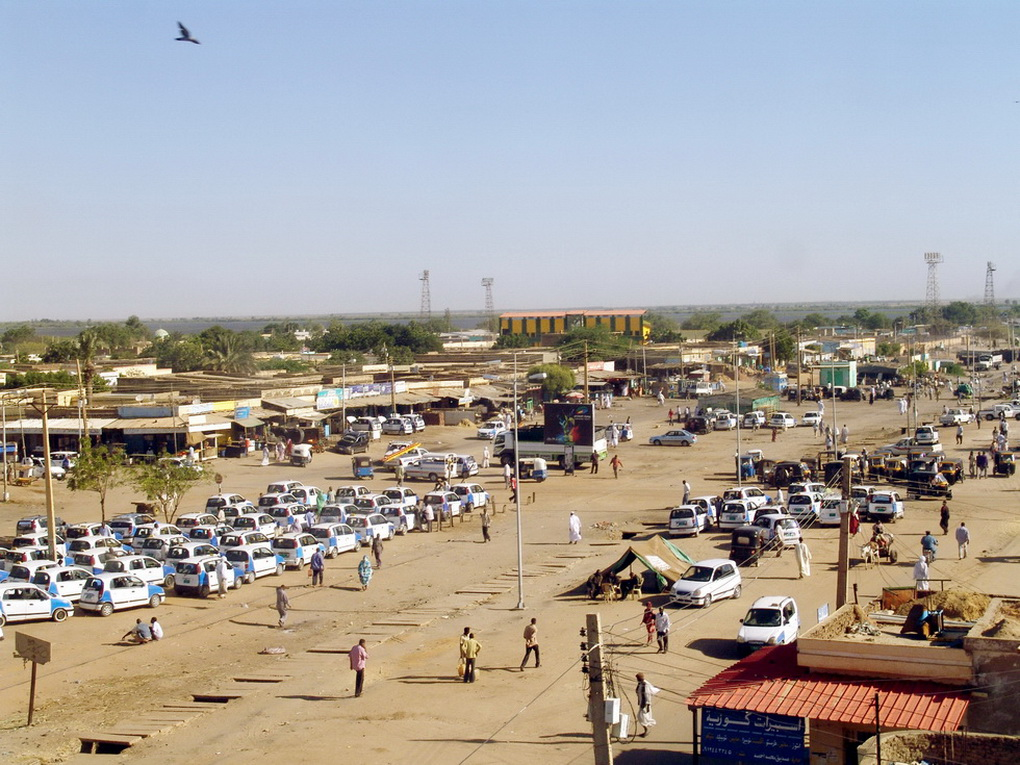
موقف موصلات كوستي

ويوجد فيها مطاراً صغيراً رمزه في اتحاد النقل الجوي الدولي (أياتا) هو KST وفي المنظمة الدولية للطيران المدني (إيكاو) هو HSKI .

## مقومات الحركة والأنشطة المتعددة

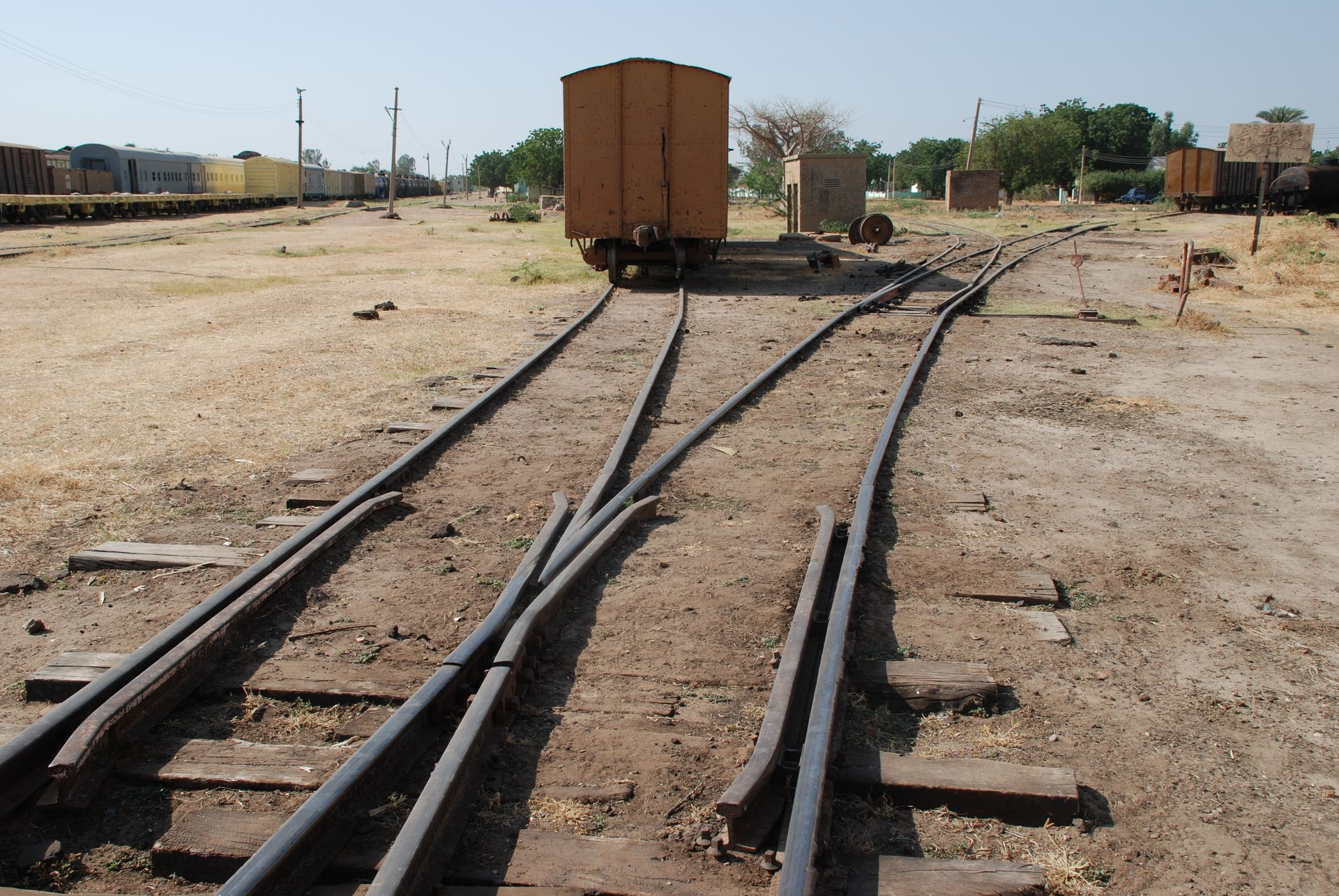
السكة الحديدية في كوستي

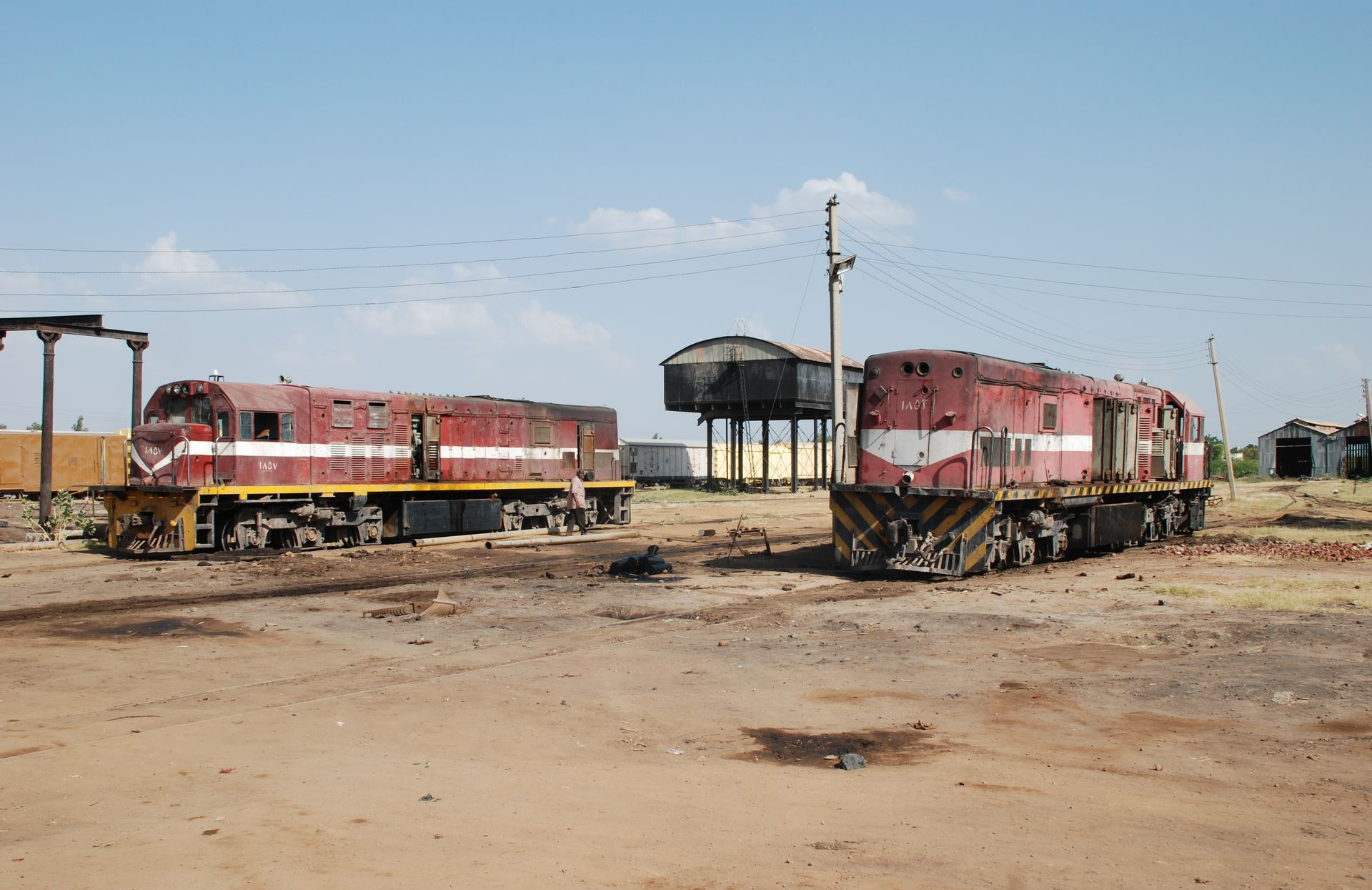
قاطرة في مدينة كوستي تُظهر أهمية النقل بالسكة الحديدية

تقع مدينة كوستي في وسط السودان تقريبا مما يجعلها حلقة ربط ما بين الشرق حيث ميناء السودان والغرب والجنوب بوضع محوري اشتمل على معظم شبكات النقل بما فيها الطرق البرية والسكك الحديدية والنقل النهري. علاوة على ذلك تتركز في المدينة مقومات الحركة وأنشطتها المتعددة ومجالاتها التكاملية الزراعية (وتشمل إنتاج السماد، والخيش ومبيدات الحشرات، والأعلاف والمنتجات الغابية).
الحيوانية (وتشمل تصدير المواشي والجلود)
–لصناعية (وتشمل صناعات السكر والأسمنت والمولاص والأمصال والأدوية البيطرية وقطع غيار المصانع ولصناعات التحويلية).

## الميناء النهري
في ضوء ازدياد حركة نقل البضائع والركاب عبر كوستي نحو جنوب السودان تم تأسيس ميناء نهري جديد، بمساحة قدرها 4000 متر مربع مشتملاً على رافعات وسيور للأمتعة وعدد 4 صنادل (بواخر) لنقل الركاب. كما تم تأسيس ميناء جاف لتخليص البضائع.

## ميناء كوستي الجاف
ميناء كوستي الجاف هو أحد افرع هيئة الموانىء البحرية ويهدف إلى دعم حركة التجارة وتسهيل انسياب حركة الصادرات والواردات الخاصة بمناطق جنوب وغرب ووسط السودان وجاء اختيار مدينة كوستي بولاية النيل الابيض لموقعها الاستراتيجي المتميز والذي عبره تتحقق دورة سلسلة النقل متعدد الوسائط (نقل نهري – سكة حديد – نقل بري) وتطبيق نظام التسليم في الحال وإنشاء المراكز اللوجستية لتهيئة وقيام أنشطة القيمة المضافة، إضافة للاستفادة من تجميع المواد الخام لقيام الصناعات في المناطق الخلفية (المناطق النائية) ومن ثم تقديم صادرات نوعية ذات جودة عالية تنافس في الأسواق العالمية.

## المزايا والتسهيلات التي يوفرها ميناء كوستي الجاف
ميناء كوستي الجاف له مزايا تقبل كافة أنواع البضائع والسلع لاكتسابه ميزة الوسط الحاكم المتصالح مع كافة وسائل النقل والتي تشمل نقل نهري – سكة حديد – نقل بري لكافة مناطق السودان وتستوعب كل ذلك مناطق خلفية مهيئة ومعدة لاستقبال كل مقومات الميناء من نقل – ترحيل – تفريغ – تستيف – تخزين ومناولة وساحات ومناطق في جملتها 2×1 كلم (2 مليون متر مربع) بها مخزن بمساحة 100متر × 40 متر ومخزنان بمساحة 50×20 متر، أضف إلى ذلك معدات والآليات التي تساهم في تفريغ وشحن ونقل البضائع وتسليمها مع إمكانية فتح فرص لإنشاء مستودعات ومخازن ومناطق تخزين خاصة بالميناء.
– يوجد بالميناء مكاتب للعملاء والجهات الرئيسة، طرناطة لوزن البضائع – موقف للشاحنات والسيارات الخصوصية – خدمات اتصالات – بوفيهات – كافتريا.
– يعمل الميناء بنظام النافذة الواحدة وذلك بتجميع جميع شرائح العمل المينائي (جمارك، مواصفات ومقاييس، حجر زراعي، حجر صحي، مخلصين، وكلاء شحن، نافذة بنكية في مبنى واحد تتم كل اجراءات التخليص من داخله.
– أسقطت كل الإجراءات الروتينية وعدلت فئات المحاسبة ونظم الإستلام لتستوعب المرحلة (توفير المال والوقت).
– تخفيض لكافة الأجور والرسوم بنسبة 25% ما عدا خدمات الرصيف.ّ
– واردات وصادرات الجنوب تمنح تخفيض 50 % من الأرضيات.
ّ- الحاويات الفارغة تمنح ثلاثة أيام مجاناً بعد اكتمال تفريغها.
– تمنح رسائل ميناء كوستي الجاف وبضائعها مدة فترة سماح مقدارها 15 يوماً بميناء كوستي الجاف.
– توفير إمكانية التفريغ الوقتي ( في الوقت المناسب) سواء أن كانت حاوية أو بضائع أو سيارات في حالة الحاوية يتم تفريغ الحاوية على ظهر الشاحنة.

## دور العبادة

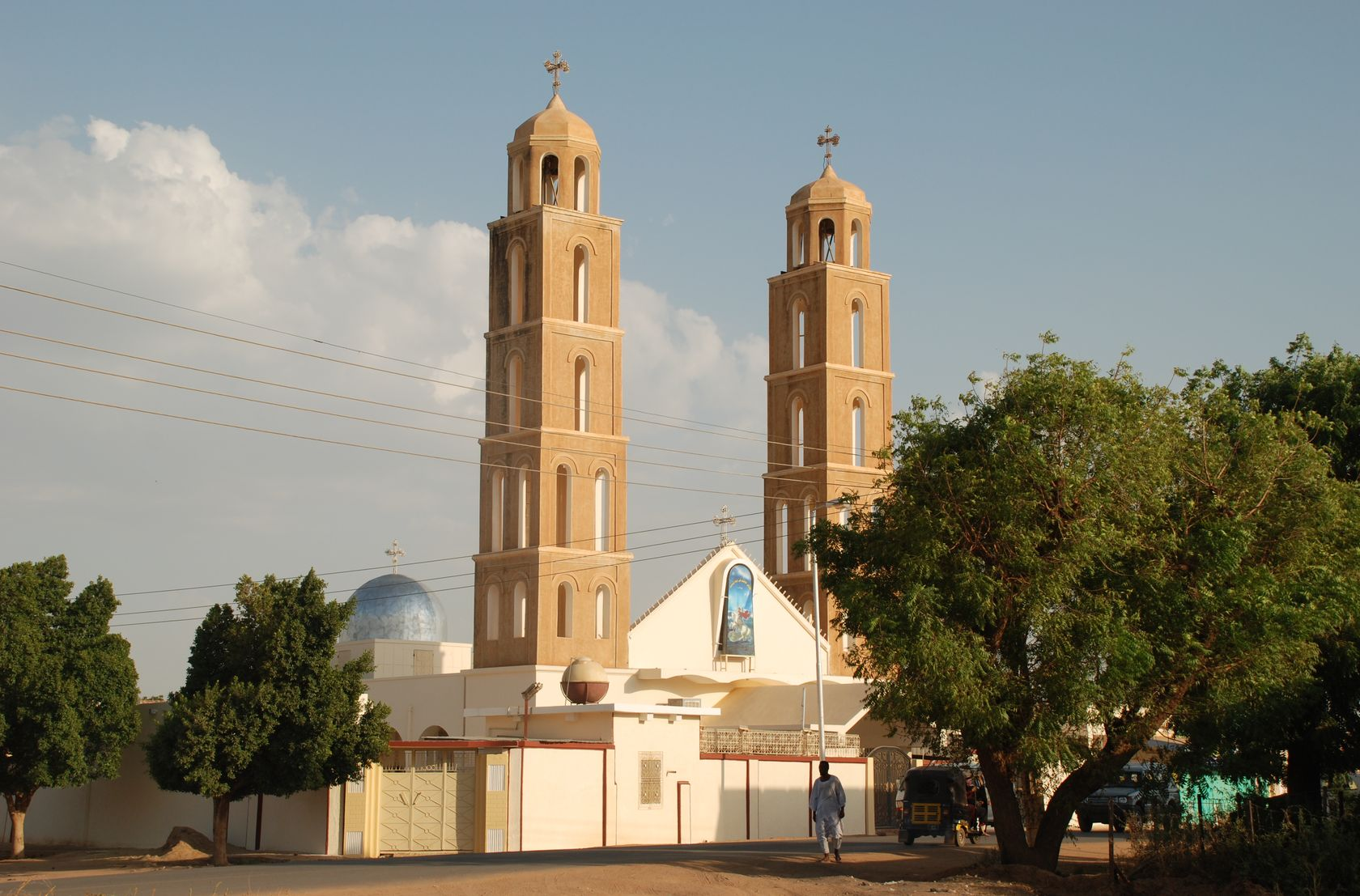

تتميز مدينة كوستي بالتعايش الديني لجميع الطوائف الدينية مع بعضها في جو من الوئام والسلام، غالبية أهل المدينة من المسلمين وتوجد أماكن عديدة للعبادة والتربية الروحية، فإلى جانب المساجد التي يفوق عددها مائتي مسجد وأشهرها جامع كوستي الكبير ومسجد كوستي العتيق ومسجد الأحمدين، وبعض المساجد الأخرى مثل مسجد جماعة أنصار السنة ومسجد مجموعة البلاغ، وتوجد العديد من الخلاوي لتحفيظ القرآن الكريم وتدريس العلوم الفقهية ويعمل بعضها بنظام الداخليات، وزوايا الطرق الصوفية المختلفة فضلاً عن الكنائس البالغ عددها ست كنائس؛ أكبرها كنيسة القديس مارجرس الأورثوذكسية القبطية والكنيسة الكاثوليكية والكنيسة الإنجيلية، وهناك بعض الأسر الهندوسية التي تناقص عددها خاصة في الآونة الأخيرة نتيجة للهجرة إلى خارج السودان.

## التعليم
تعتبر مدينة كوستي بأنها مدينة حديثة تاريخياً ومعظم سكانها من الطبقات المتوسطة والعمال والتي اهتمت بالتعليم وساهمت في انتشاره، ولذلك يوجد في المدينة عدد مقدر من المدارس الأهلية في مراحل التعليم الأساسي والثانوي المختلفة والمسارات المتنوعة أكاديمية كانت أم فنية وحرفية وتقنية. وتعتبر جامعة الإمام المهدي التي تأسست في عام 1995 م، أكبر مؤسسة للتعليم الجامعي بالمدينة تدرس مختلف التخصصات بما فيها علوم الطب والهندسة. وهناك أخرى خاصة منها مدارس الأندلس ومؤسسها هو كمال محمد عثمان (أبوشمة).

### الجامعات والمدارس العليا بالمدينة

شعار جامعة النيل الأبيض

أُنشئت العديد من المدارس الأهلية في حقبة الحكم الثنائي للسودان والتي شكّلت نواة للتعليم الحكومي في فترة السيادة الوطنية وبعد التطور الذي طرأ في مجال التعليم العالي حظيت المدينة بالعديد من المدارس العليا والجامعات الحكومية منها:
- جامعة الإمام المهدي/ كلية الطب وكلية علوم التمريض وكلية الصحة العامة وكلية الاقتصاد والتنمية وكليات الهندسة
- جامعة النيل الأبيض للعلوم والتكنولوجيا
- جامعة السودان التقانية/ كلية كوستي التقانية (كنانة سايقاً)
- جامعة السودان المفتوحة

### المدراس الثانوية والأساسية الحكومية والخاصة
- مدرسة التجاني محمد خير الثانوية
- مدرسة منيب عبد ربه الثانوية
- بوابة مدرسة كوستي الاهليةمدرسة كوستي الأهلية الثانوية
- مدرسة الشاطئ الثانوية
- مدرسة كوستي القديمة الثانوية
- مدرسة أبو شريف الثانوية بنات
- المدرسة الريفية الثانوية
- مدرسة كوستي الجديدة الثانوية
- المدرسة القومية الثانوية
- مدرسة النصر الأميرية الثانوية
- مدارس الجيش الثانوية
- مدرسة كوستي الفنية
- المدرسة التجارية
- المعهد الحرفي
- مركز التدريب المهني كوستي

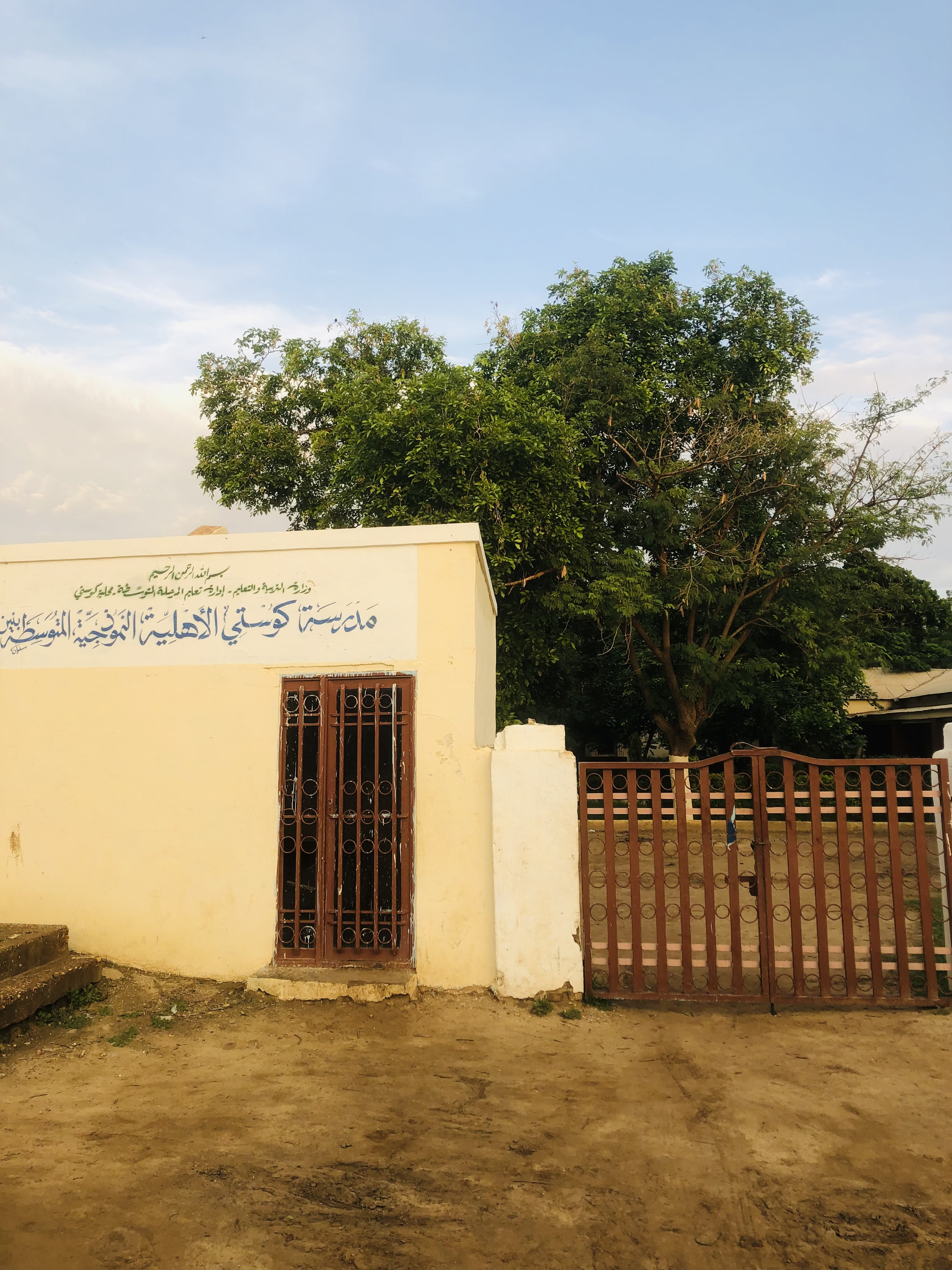
بوابة مدرسة كوستي الاهلية

- مدرسة الأندلس الخاصة الثانوية والأساسية
- مدرسة المنار الخاصة الثانوية والأساسية
- مدارس التعليم البريطاني
- مدرسة لينة القرآنية الخاصة
- مدرسة الكتيابي الخاصة
- مدرسة أولاد سوار الخاصة
- مدرسة الشيخ أبو القاسم الخاصة
- مدرسة ود الحاج الخاصة
- مدرسة مصعب بن عمير الخاصة
- مدرسة ذات النطاقين الأساسية
- مدرسة أبو ذر الغفاري الأساسية
- مدرسة آمنة قرندة الأساسية
- مدرسة صفية إسكودر الأساسية
- مدرسة جبور الأساسية
- مدرسة جملون الأساسية
- مدرسة نصر الله علي كرار الأساسية
- مدرسة صهيب الرومي الأساسية
- مدرسة النصر الأساسية (المعهد)
- مدرسة أبو بكر الصديق الأساسية
- مدرسة عمر بن الخطاب الأساسية
- الإمام مالك الأساسية
- مدرسة أبو شريف الأساسية بنين
- مدرسة أبو شريف الأساسية بنات
- مدرسة عمار بن ياسر الأساسية
- مدرسة الثورة المهدية الأساسية
- مدرسة الخليفة علي ود حلو الأساسية
- مدرسة الوادي الأساسية بنات
- مدرسة الوادي الأساسية بنين
- مدرسة الشهيد الزبير الأساسية المختلطة

## السكان
جدول يبين النمو السكاني المضطرد بالمدينة خلال العقود القليلة الماضية
| السنة          | عدد السكان |
| -------------- | ---------- |
| 1973           | 65,404     |
| 1983           | 91,946     |
| 1993           | 173,599    |
| 2009 (تقديرات) | 415,593    |

## النشاط الاقتصادي

### القطاع الصناعي
يشمل القطاع الصناعي في كوستي الصناعات الخفيفة والثقيلة موزعة على سبع مناطق صناعية وتضم معاصر للزيوت ومصانع للصابون وصناعات غذائية تمثلها مصانع الحلويات والطحنية والمكرونة والشعيرية والمياه الغازية وصناعة الثلوج ومطاحن الغلال. وهناك مصانع للأثاث والبلاط والجير ومصانع للأدوات البلاستيكية ومصانع للأحذية ودباغة الجلود إلى جانب محالج القطن ومصانع الغزل والنسيج والطباشير إضافة إلى المسابك والمطابع.

### الـقطـاع الزراعي
تتوسط كوستي منطقة زراعية كبيرة في ولاية النيل الأبيض وتتنوع الزراعة فيها من زراعة مطرية تقليدية (700 الف فدان) ومطرية آلية (18000 فدان) وري فيضي في الجروف (265000 فدان) وأراضي زراعية مروية بالري الانسيابي وهي الأكبر مساحة (657458 فدان) والأراضي المروية بالطلمبات أي بالمولدات الكهربائية (152622 فدان). ويزيد عدد المشروعات الزراعية في كوستي عن 40 مشروع.
المحاصيل الزراعية: الذرة البيضاء وقصب السكر والسمسم والدخن والفول السوداني والكركديه والبطيخ واللوبياء والأعلاف والخضر .

### الصيد السمكي النهري
ويشمل النشاط الاقتصادي صيد السمك النهري من المسطحات المائية ومن بينها بحيرة سد جبل أولياء، حيث يبلغ الإنتاج (18%) من إنتاج الولاية البالغ (7.000) طن في العام.

## معالم من المدينة
نظراً لموقعها على الشاطئ الغربي لنهر النيل الأبيض وكونها مركزاً للنقل النهري والبري في السودان فقد حظيت المدينة بتخطيط معماري منظم شمل معظم مناطقها الحضرية وطرقها الداخلية. ورغم البساطة التي يتسم بها معمار المدينة الهندسي، إلا إنها تضم عدداً كبيراً من المعالم العمرانية المختلفة ممثلة بمباني المساجد والزوايا والكنائس والدور الحكومية والخدمية كالمدارس والجامعات ومن بينها:
- المسجد العتيق الذي تأسس في عام 1925 م، وهو مبني من الحجارة ويتسم بطراز معماري مميز
- المسجد الكبير في وسط المدينة وهو مسجد ضخم البناية ويعمل كمركز ديني هام بالمدينة
- مسجد الديك أبوحبل بالحلة الجديدة
- مسجد الأحمدين
- مسجد شيخ عمر الحسن
- مسجد محمد عمر وهو مسجد كبير وبه مبنى خلوة لتحفيظ القران
- زوايا الطرق الصوفية المختلفة كالختمية والبرهانية وغيرها والتي تعتبر مراكز لتحفيظ القرآن الكريم وتدريس العلوم الفقهية
- مبنى الكنيسة القبطية بحي النصر
- مباني إدارة هيئة السكك الحديدية، وتحتل رقعة كبيرة من أراضي المدينة وتشمل مباني إدارية وخدمية ومنازل عمال ذات قباب مخروطية تعرف محلياً بالقطاطي الأسمنتية
- ميناء كوستي النهري يعد الميناء النهري الأكبر في السودان ويمثل إنشائه أحد الأحداث التاريخية المهمة في تاريخ المدينة
- مباني رئاسة الجهاز القضائي
- مبنى سجن كوستي
- الحديقة البلدية
- حديقة الضفاف
- بناية سينما كوستي
- إستاد كوستي الرياضي (دار الرياضة)
- مباني حي السرايات القديم
- كوبري كوستي، وهو من أعلى الجسور ارتفاعاً في السودان[بحاجة لمصدر].
- سوق الأسماك السياحي

### المستشفيات والمراكز الصحية
يوجد بالمدينة العديد من المستشفيات والمراكز والمستوصفات الصحية العلاجية الحكومية والخاصة بالإضافة للعيادات والمعامل الطبية ويتمركز أغلبها في وسط المدينة وشارع الدويم ومنها:
- مستشفى كوستي التعليمي
- مستشفى النساء والولادة
- مستشفى العيون
- مستشفى اليمامة التخصصي
- مستشفي الشرطة (الأحمدين)
- المجمع النموذجي المركزي والمجمعات الأخرى بالأحياء

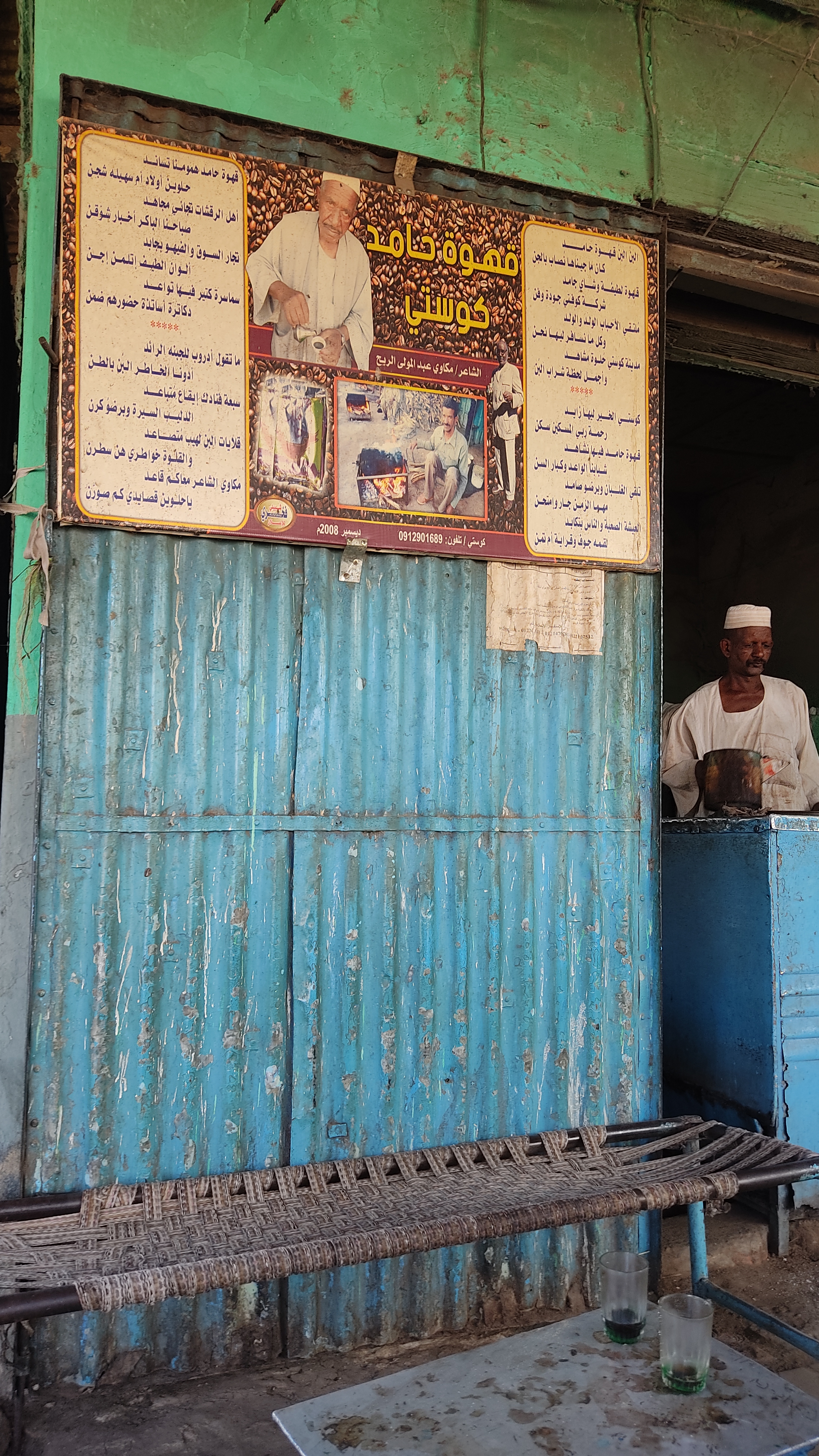
قهوة حامد : إحدى معالم مدينة كوستي

- مجمع التأمين الصحي التخصصي
- مستشفى الأمان الخاص
- مستوصف المدينة
- مستوصف الأندلس
- مستوصف النصر
- المستشفى القبطي (قيد الإنشاء)

### أحياء المدينة وأسواقها
توسعت الخارطة السكانية للمدينة بصورة كبيرة في الآونة الأخيرة وشهد الكثير من الأحياء الجديدة توسعا نتيجة للزيادة الديموغرافية واندماج عدد من القرى والمناطق الريفية القريبة بأحياء المدينة فضلاً عن موجات الهجرة والنزوح من القرى الأرياف المجاورة وبقية مناطق وولايات السودان، ويقدّر عدد أحياء المدينة ومناطقها السكنية قرابة 150 حياً سكنيا في دائرة جغرافية لا يزيد نصف قطرها عن 3/4 كيلومترات، منها أحياء ذات كثافة سكانية كبيرة وهي التي تقع بالقرب من المراكز الخدمية كالأسواق والمؤسسات الحكومية في وسط المدينة. والأحياء هي:
- حي الرديف، وهو من أقدم الأحياء بالمدينة وأشهرها وقد ارتبط به اسم المدينة، فيقال لها كوستي الرديف. وقد تم تأسيسه إبان الحكم الثنائي لتوطين متقاعدي قوة دفاع السودان. ولفظ الرديف هو تعريب لحروف اللغة الإنجليزية RDF والتي هي اختصاراً لكلمة Royal Defence Force ، أي قوة الدفاع الملكية
- حي الشاطئ ويقع على الشاطئ الشمالي الشرقي للمدينة ويعد من الأحياء القديمة
- حي الدريسة ويقع بالقرب من الشاطئ الشمالي الشرقي للمدينة ويعد أيضا من الأحياء القديمة
- حي النصر، يعد من أكبر أحياء المدينة وأعرقها وقد تأسس بعد انتصار الحلفاء في الحرب العالمية الأولى ويضم الحي أحد أقدم المنازل بالمدينة وهو «حوش سلّام» الذي كان يقيم فيه أحد ضباط قوة دفاع السودان.

وينقسم الحي إلى عدد من المربعات السكنية ذات الكثافة السكانية الكبيرة مثل مربعات (الدرجة الأولى، الدرجة الثانية، مربع 4 ، مربع 7، مربع 8 ، امتداد مربع 8، مربع 9 اللحوم، وغيرها من الامتدادات الحديثة)
- حي السكة حديد، وهو حي قديم يقيم فيه عمال السكة الحديدية وأسرهم
- حي المرابيع ويجاور سوق المدينة الرئيسي
- حي الحلة الجديدة والقشارات
- حى أزهري.
- حي الحسانية (حلة الحسانية سابقا وتقع في غرب المدينة)
- حي الإنقاذ
- حي قوز السلام
- حي الليا الذي أُضيف موخراً ضمن أحياء المدينة
- حي أبو شريف الذي أصبح واحد من أحياء المدينة المأهولة بالسكان ويوجد به مقر كلية الطب والعلوم الصحية بجامعة الإمام المهدي
- حي السرايات ويضم مجموعة من المنازل ذات الطابقين التي كان يسكن فيها كبار المسؤولين إبان الحكم الثنائي
- مربع 26 وبه نادي الخريجين
- حي بغداد مربع 29
- حي الثورة المهدية مربع 30
- حي القادسية أو مربع 31 ويفصله عن حي الرديف طريق الواحة.
- حي المزاد مربع 32
- حي الرابعة مربع 33
- حي المثلث

وتوجد إلى جانب هذه الأحياء القديمة والتاريخية مجموعة أخرى من الأحياء التي تأسست جراء الهجرة الوافدة إلى المدينة من القرى المجاورة والمناطق الأخرى البعيدة من مختلف أرجاء السودان، مثل أحياء الصفا مربع 27 ؛ والمروة والأندلس والقدس وغيرها من مربعات سكنية تأخذ تسميتها أرقام كمربعات 46 , 43 , 42 ,41 , 100 , 115 , 63

### الأسواق والمراكز التجارية والخدمية والصناعية
- السوق الكبير: ويقع في وسط المدينة وهو سوق تجارية نشطة تضم الكثير من المؤسسات الحكومية المهمة والخدمية والتجارية كالبنوك ومحلات صرف العملات إلى جانب تجمعات القطاع الخاص التجارية الخاصة التجار والموردين كسوق الملابس وسوق الخضر والفواكه وسوق التوابل وغيرها
- السوق الشعبي: يقع في الوسط الغربي للمدينة وهو مركز تجاري واقتصادي كبير يشهد إزدهارا كبيراً ويتوافد إليه الغالبية العظمى من سكان المدينة والأرياف لما فيه من تنافسية ووفرة تجعله مناسب واحتياجات المواطنين
- السوق المركزي للخضر والفواكه والأسماك (الملج)
- سوق أزهري الشعبي
- سوق الحبوب الغذائية أو ما يعرف بزريبة العيش ويقع ضمن الرقعة الجغرافية للسوق الشعبي
- سوق المواشي أو مايعرف بزريبة المواشي وهي سوق لبيع الماشية بأنواعها المختلفة
- سوق الحطب أو ما يعرف بزريبة الحطب

وهناك أسواق أخرى غير ثابتة ومقننة تتوزع في بقاع المدينة كسوق حجير وسوق العصر وغيرها

### المنطقة الصناعية كوستي
وهي عبارة عن مركز صناعي وخدمي كبير تقع جنوب شرق المدينة وتوجد بها ورش لصيانة السيارات ومصانع متوسطة وصغيرة لمختلف الصناعة الغذائية والاستهلاكية وتضم شركات عدة منها:

### شركات الاتصالات
- شركة زين للهاتف السيار
- شركة سوداتل للاتصالات
- شركة إم تن MTN.
- شركة سوداني للاتصالات
- شركة شيكان للتأمين

### البنوك والمصارف ومؤسسات التمويل
نسبة لتنوع الأنشطة التجارية والخدمية بالمدينة فإنها تحظى بوجود الكثير من فروع البنوك والمصارف السودانية ومؤسسات التمويل التابعة للقطاعين العام والخاص منها:
- بنك السودان المركزي
- البنك الزراعي
- بنك الخرطوم
- مصرف الإدخار
- بنك العمال
- بنك فيصل الإسلامي
- بنك النيل
- البنك الإسلامي
- فرع بنك الشمال
- بنك النيلين
- بنك أم درمان الوطني
- بنك البركة
- البنك السعودي
- فرع بنك الأسرة
- مؤسسة تشغيل الخريجين
- ديوان الزكاة
- وزارة الشؤون الاجتماعية

### الأندية الثقافية والرياضية
- نادي الخريجين العريق والذي يمثل حجر الزاوية لتاريخ كوستي والنشاط الوطني والثقافي للمدينة
- نادي التنس
- نادي كوستي
- نادي عمال السكة حديد
- نادي الرابطة كوستي.
- نادي الهلال كوستي.
- نادي المريخ كوستي.
- نادي الوطن كوستي
- نادي ضباط قوات الشعب المسلحة
- نادي أو دار الشرطة
- نادي الوحدة
- نادي الشبيبة
- النادي القبطي
- مقهى حامد وغيره من المقاهي العديدة
- فوال الزين للفلافل
- فوال تبوري للفلافل

## معرض صور

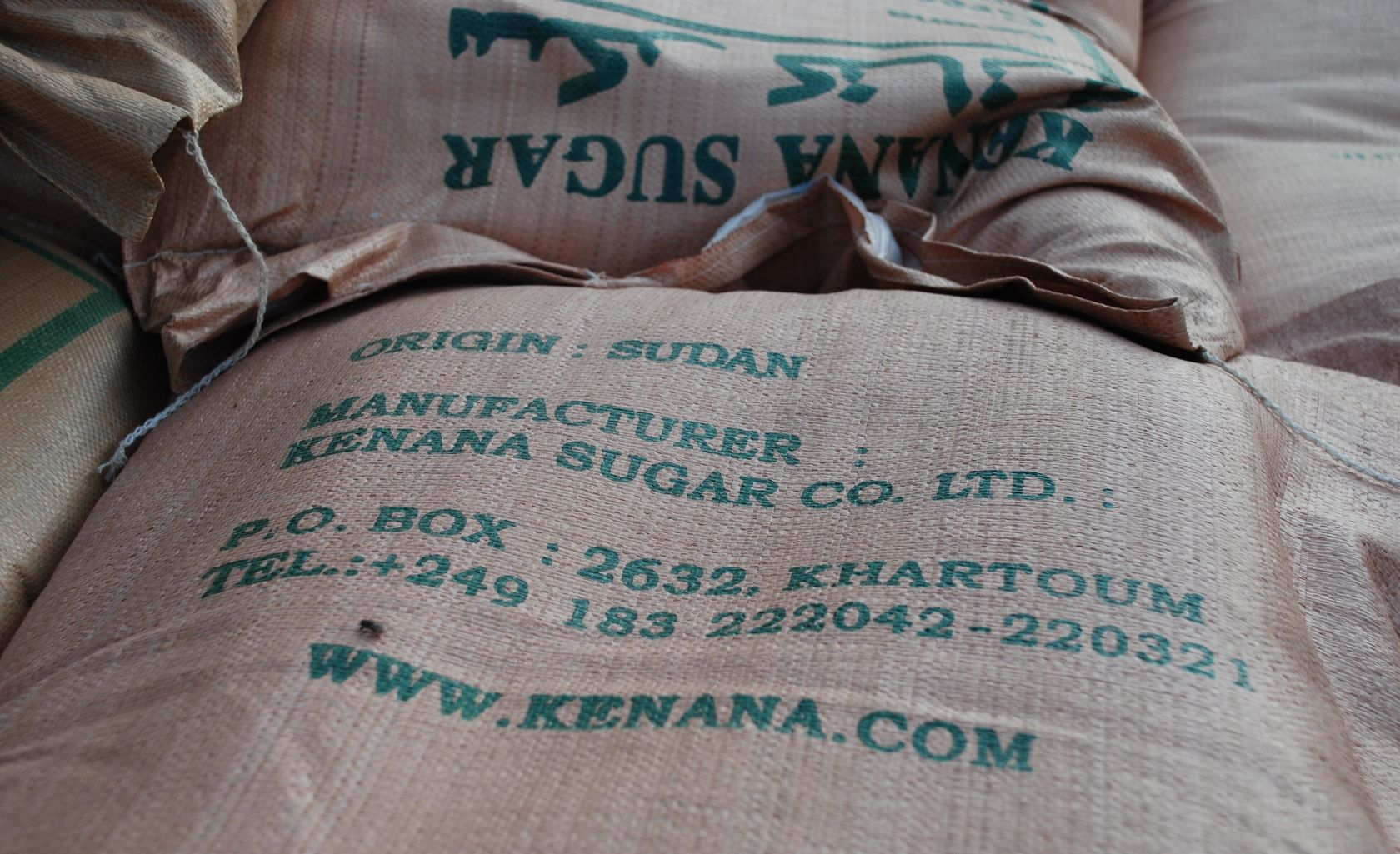
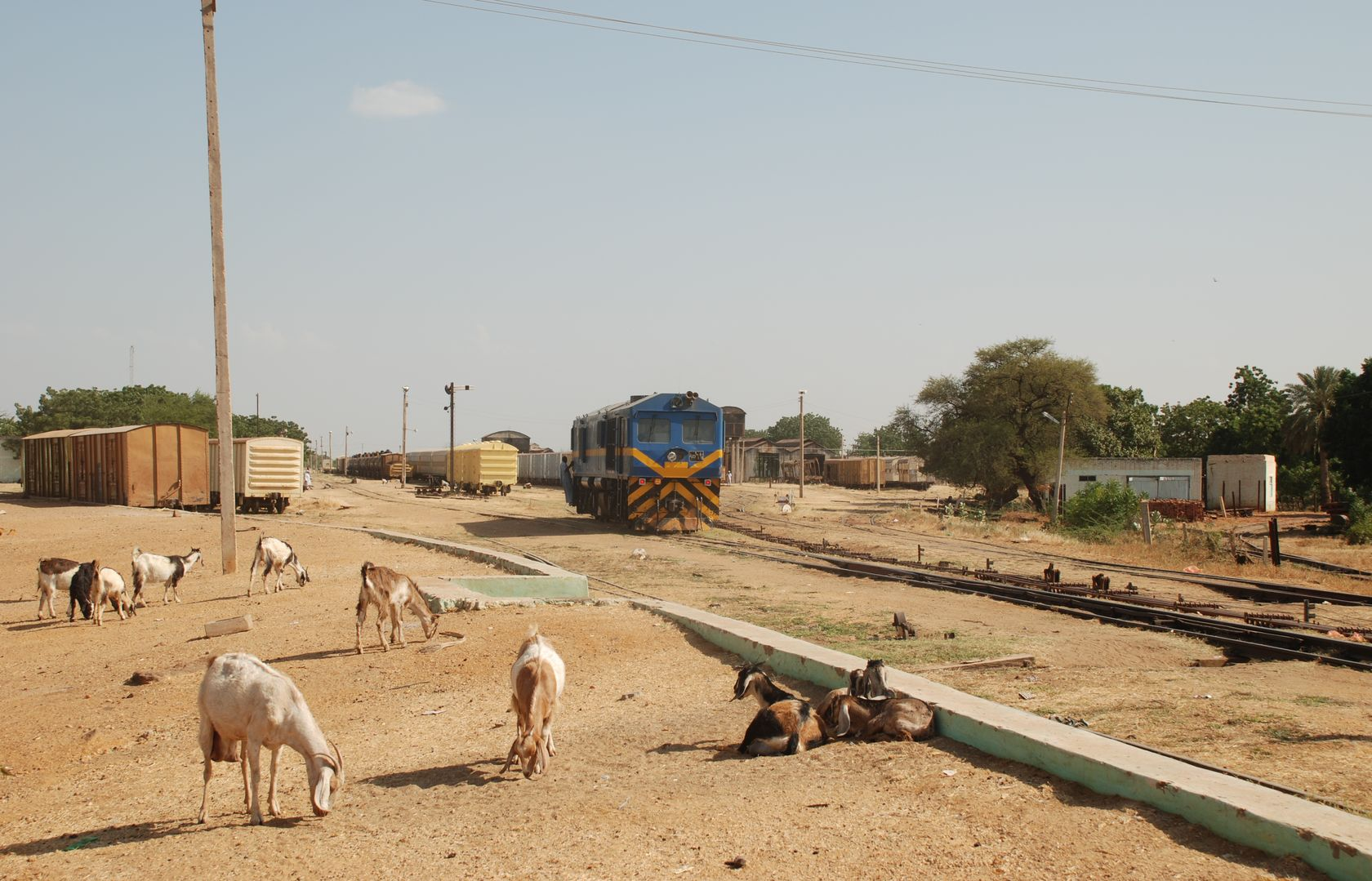
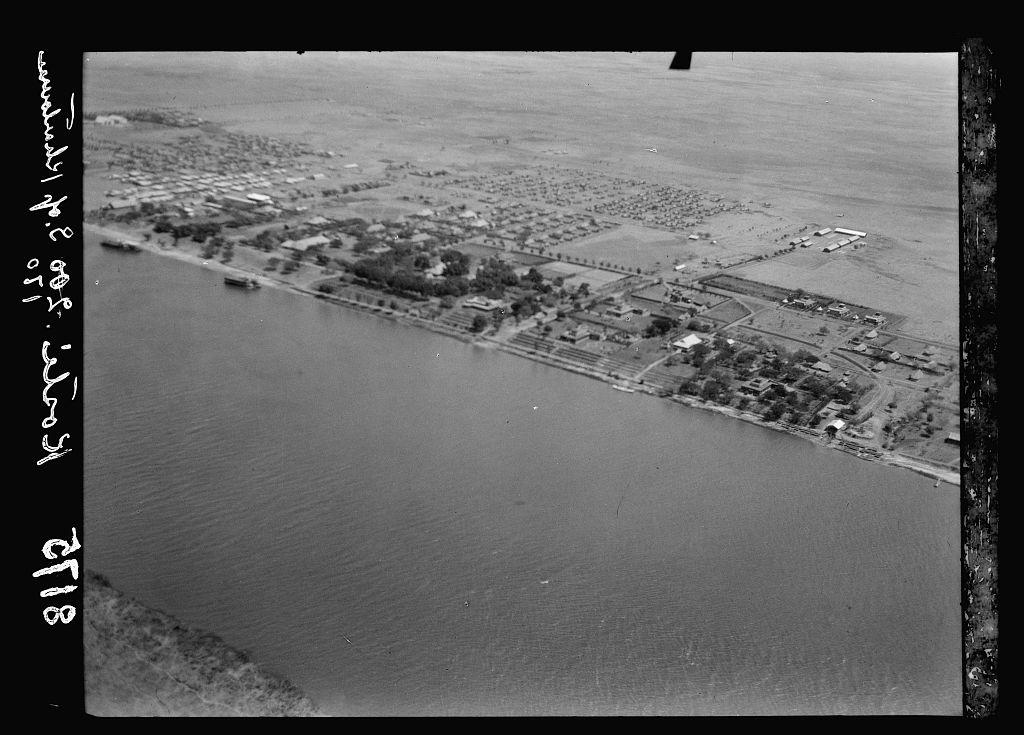
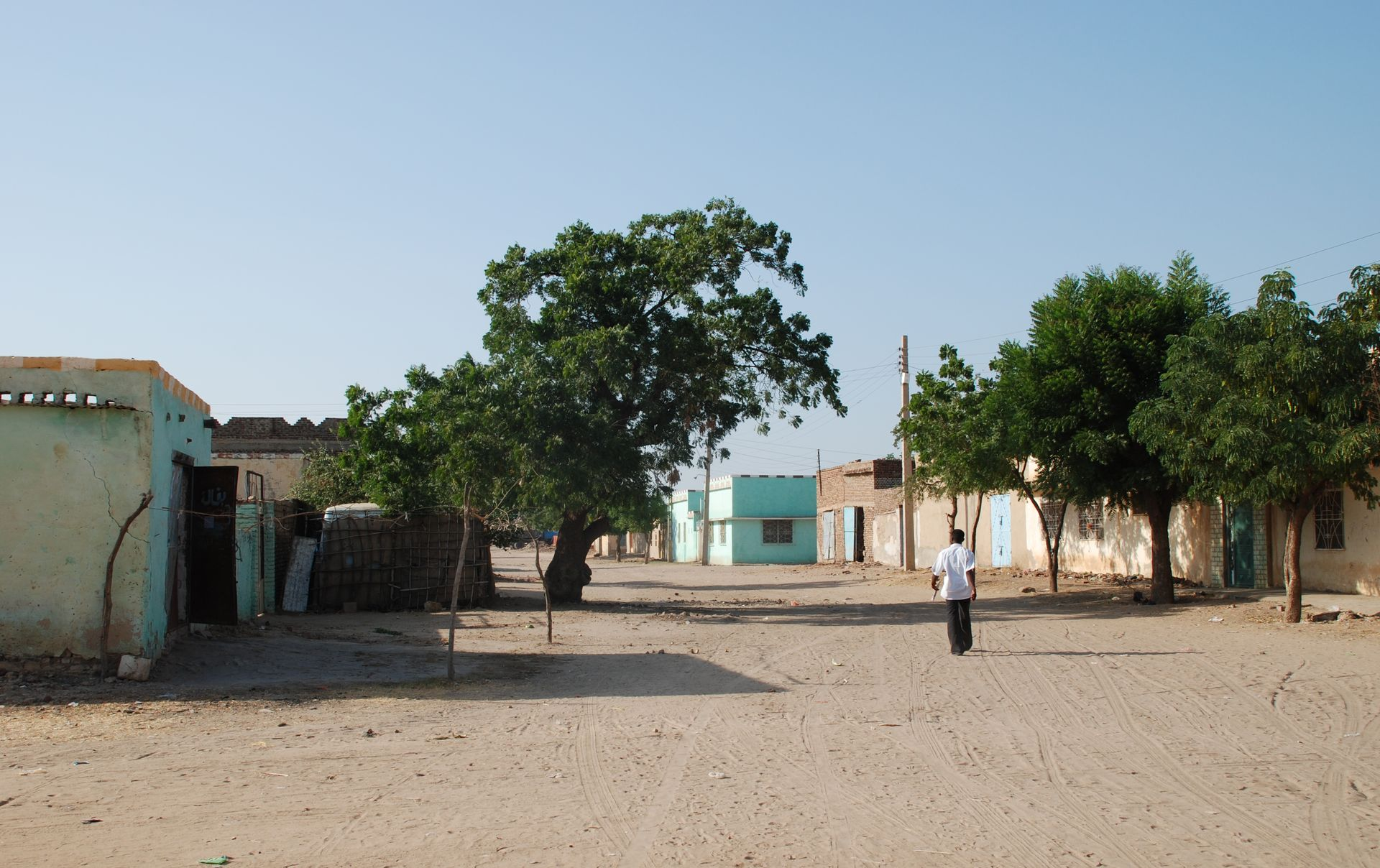

### الفنادق والنزل
- فندق قصر الضيافة
- فندق نجف
- فندق يافا
- فندق نادي الضباط
- فندق النيل
- لوكندة تبيدي
- لوكندة روضة المدينة
- فندق الرضا

## وصلات خارجية
- موقع محلية كوستي
- منتديات مدينة كوستي
- موسوعة الجزيرة مدينة كوستي عروس النيل بالسودان
- منتديات القرير